# Mr. Robot
Mr. Robot – amerykański serial telewizyjny wyprodukowany przez Universal Cable Productions oraz Anonymous Content. Twórcą serialu jest Sam Esmail, a producentem wykonawczym Chad Hamilton. Serial był emitowany od 24 czerwca 2015 przez USA Network i doczekał się 45 odcinków.

## Fabuła
Elliot (Rami Malek) to cierpiący na fobię społeczną, niewyróżniający się z tłumu, skryty w sobie programista. Jest specjalistą od cyberbezpieczeństwa w dużej korporacji AllSafe. Pewnego dnia spotyka tajemniczego anarchistę i hakera, tytułowego Mr. Robota. Nie wiadomo, kim jest ani skąd się wziął, ale przyświeca mu jeden cel – poprzez walkę z panującym kapitalistycznym systemem, korporacjami i inwigilacją chce uwolnić od tego wszystkiego ludzi. Z pomocą Elliota jest w stanie tego dokonać. Od tej chwili rozpoczyna się niebezpieczna gra, w której stawką będzie nie tylko życie bohaterów, ale również przyszłość świata, który znamy. Celem pierwszego ataku hakerów staje się bowiem potężna korporacja E Corp, która nie cofnie się przed niczym, aby bronić swoich interesów. 
Głównym bohaterem serialu jest Elliot Alderson – młody, aspołeczny haker nastawiony negatywnie do wielkich korporacji. Jego problemy emocjonalne znacznie utrudniają kontakty międzyludzkie. Najłatwiejszą drogę do „kontaktu” z innymi bohater odnajduje w hakowaniu ich komputerów. Przez swoje umiejętności, stanowisko specjalisty ds. bezpieczeństwa w firmie AllSafe oraz nastawienie do świata wzbudza zainteresowanie fsociety – podziemnej grupy anarchistycznych crackerów. Przez taki obrót spraw bohater za dnia jest niewyróżniającym się pracownikiem korporacji, a w nocy hakerem walczącym o wolność społeczeństwa.

## Obsada

### Główna
- Rami Malek jako Elliot Alderson[3]
- Christian Slater jako Mr. Robot/Edward Alderson[4]
- Carly Chaikin jako Darlene Alderson[5]
- Portia Doubleday jako Angela Moss
- Martin Wallström jako Tyrell Wellick[6]
- Grace Gummer jako Dominique "Dom" DiPierro (sezony 2-4)[7]
- Michael Cristofer jako Phillip Price (sezony 2-4, drugoplanowo w sezonie 1)[8][9]
- Stephanie Corneliussen jako Joanna Wellick (sezony 2-3, drugoplanowo w sezonie 1)[9]
- BD Wong jako The Whiterose (sezony 3-4, drugoplanowo w sezonach 1-2)
- Bobby Cannavale jako Otto Irving (sezon 3)
- Elliot Villar jako Fernando Vera (sezon 4, drugoplanowo w sezonie 1, gościnnie w sezonie 3)
- Ashlie Atkinson jako Janice (sezon 4)

### Drugoplanowe
- Gloria Reuben jako Krista Gordon[10]
- Frankie Shaw jako Shayla Nico (sezon 1)[11]
- Michele Hicks jako Sharon Knowles (sezon 1, gościnnie w sezonie 2)[8]
- Brian Stokes Mitchell jako Scott Knowels (sezony 1-2)[12]
- Michel Gill jako Gideon Goddard (sezony 1-2, gościnnie w sezonie 3)
- Bruce Altman jako Terry Colby (sezon 1, gościnnie w sezonach 2-3)
- Ben Rappaport jako Ollie Parker (sezon 1, gościnnie w sezonie 2)[9]
- Aaron Takahashi jako Lloyd Chong (sezon 1, gościnnie w sezonie 2)
- Ron Cephas Jones jako Leslie Romero (sezon 1, gościnnie w sezonie 2)
- Jeremy Holm jako Donald "Pan Sutherland" Hoffman (sezony 1-2, gościnnie w sezonie 3)
- Sakina Jaffrey jako Antara Nayar[12] (sezony 1-2, gościnnie w sezonie 3)
- Sunita Mani jako Shama "Trenton" Biswas (sezony 1-3)
- Azhar Khan jako Sunil "Mobley" Markesh (sezony 1-3)
- Armand Schultz jako Lenny Shannon/Michael Hensen (sezon 1, gościnnie w sezonach 2-3)
- Michael Drayer jako Francis "Cisco" Shaw (sezony 1-3)
- Joey Badass jako Leon (sezony 2-4)[9]
- Chris Conroy jako Derek (sezon 2)[9]
- Craig Robinson jako Ray Heyworth (sezon 2)[13]
- Aasif Mandvi jako Jesse (sezon 2)[14]
- Don Sparks jako Donald Moss (sezon 1, gościnnie w sezonie 2)
- Vaishnavi Sharma jako Magda Alderson (sezony 1-2, 4)
- Rick Gonzalez jako Isaac Vera (sezon 1)
- Nadia Gan jako Elizabeth Chen (sezon 1, gościnnie w sezonie 4)
- Stephen Lin jako łącznik Elliota z Dark Army (sezon 3, gościnnie w sezonach 1-2)
- Bernadette Quigley jako kapelan (sezon 2)
- Sandrine Holt jako Susan Jacobs (sezon 2)
- Erik Jensen jako Frank Cody (sezony 2-3)
- Michael Maize jako "Lone Star" Lockwood (sezon 2)
- Omar Metwally jako Ernesto Santiago (sezony 2-3)
- Grant Chang jako Grant (sezony 2-3)
- Luke Robertson jako Rat Tail (sezon 2)
- Rizwan Manji jako Norm Gill (sezon 3)
- Ramy Youssef jako Samar Swailem (sezon 3)
- Christine M. Campbell jako Janet Robinson (sezon 3)
- Kathryn Danielle jako Bobbi (sezon 3)
- Josh Mostel jako Bo (sezon 3)
- Jing Xu jako Wang Shu (sezon 4)
- Dominik García jako Olivia Cortez (sezon 4)
- Jake Busey jako Freddy Lomax (sezon 4)
- Young M.A jako Peanuts (sezon 4)
- Jahneer E. Williams jako Javi (sezon 4)

## Lista odcinków
| Sezon | Sezon | Odcinki | Pierwsza emisja      | Pierwsza emisja  | Pierwsza emisja     | Pierwsza emisja  | Pierwsza emisja |
| Sezon | Sezon | Odcinki | Premiera sezonu      | Finał sezonu     | Premiera sezonu     | Finał sezonu     |                 |
| ----- | ----- | ------- | -------------------- | ---------------- | ------------------- | ---------------- | --------------- |
|       | 1     | 10      | 24 czerwca 2015      | 2 września 2015  | 1 października 2015 | 3 grudnia 2015   |                 |
|       | 2     | 12      | 13 lipca 2016        | 21 września 2016 | 25 sierpnia 2016    | 29 września 2016 |                 |
|       | 3     | 10      | 11 października 2017 | 13 grudnia 2017  | 9 listopada 2017    | 28 grudnia 2017  |                 |
|       | 4     | 13      | 6 października 2019  | 22 grudnia 2019  | 1 grudnia 2019      | 29 grudnia 2019  |                 |

## Produkcja i emisja
Serial przed premierą w telewizji zadebiutował w Internecie – pilotowy odcinek został udostępniony 27 maja 2015 roku przez VOD.
Jeszcze przed telewizyjną premierą pierwszego sezonu, w dniu 24 czerwca 2015 roku stacja USA Network zamówiła drugą serię Mr. Robot, który początkowo miał składać się z 10 odcinków, jednak ostatecznie twórcy zdecydowali się na zwiększeniu ich ilości do 12, dzięki czemu zarówno premiera jak i finał sezonu były dwuczęściowe. Podobnie jak w przypadku premiery pierwszego sezonu, pierwszy odcinek drugiej serii został udostępniony bez zapowiedzi kilka dni przed emisją w telewizji.
Dnia 16 sierpnia 2016 roku, stacja USA Network zapowiedziała produkcję trzeciego sezonu serialu, którego premiera odbyła się 11 października 2017 roku, natomiast 29 sierpnia 2018 roku potwierdziła, że serial zakończy się po czwartym sezonie. Zamówiono 13 odcinków, a premiera nastąpiła 6 października 2019 roku. Dwuodcinkowy finał serialu został wyemitowany 22 grudnia 2019 roku.
W Polsce serial zadebiutował w ramach usługi +Seriale, gdzie odcinki począwszy od 1 października 2015 roku były udostępniane co tydzień. Dnia 14 lipca 2016 stacja Canal+ Polska rozpoczęła emisję serialu od pierwszej serii, a od 25 sierpnia 2016 bezpośrednio po wyemitowaniu pierwszego sezonu, premierowo nadawała serię drugą. Trzeci sezon został wyemitowany w okresie od 9 listopada do 28 grudnia 2017 roku przez tę samą stację, natomiast od 1 grudnia 2019 roku czwarty sezon premierowo nadawała stacja Canal+ Seriale, emitując ostatnie dwa odcinki 29 grudnia 2019 roku.

## Nagrody
Serial był nominowany do wielu nagród w różnych kategoriach, między innymi:
Złote Globy:
1. Złoty Glob 2016 - wygrana : Najlepszy serial dramatyczny
2. Złoty Glob 2016 - wygrana : Najlepszy aktor drugoplanowy w serialu, serialu limitowanym lub filmie telewizyjnym Christian Slater
3. Złoty Glob 2016 - nominacja : Najlepszy aktor w serialu dramatycznym Rami Malek

Nagrody Emmy:
1. Emmy 2016 - wygrana : Najlepszy aktor w serialu dramatycznym Rami Malek
2. Emmy 2016 - wygrana : Najlepsza kompozycja muzyczna w serialu (oryginalna dramatyczna ścieżka dźwiękowa) Mac Quayle za odcinek pilotażowy
3. Emmy 2016 - nominacja : Najlepszy serial dramatyczny
4. Emmy 2016 - nominacja : Najlepszy dobór obsady serialu dramatycznego
5. Emmy 2016 - nominacja : Najlepszy dźwięk w serialu komediowym lub dramatycznym (godzinnym) Andrew Morgado, John W. Cook II, Timothia Sellers, William Freesh za odcinek "eps1.5_br4ve-trave1er.asf"
6. Emmy 2016 - nominacja : Najlepszy scenariusz serialu dramatycznego Sam Esmail za odcinek pilotażowy

People's Choice:
1. People's Choice 2016 - nominacja : Ulubiony aktor w telewizji kablowej Christian Slater

Satelity:
1. Satelity 2016 - wygrana : Najlepszy aktor drugoplanowy w serialu, miniserialu lub filmie telewizyjnym Christian Slater
2. Satelity 2016 - nominacja : Najlepszy serial dramatyczny
3. Satelity 2016 - nominacja : Najlepszy aktor w serialu dramatycznym Rami Malek

Złote szpule:
1. Złota szpula 2016 - wygrana : Najlepszy montaż muzyki w odcinku serialu za odcinek "hellofriend.mov"